# Isola Cone (Isole Andreanof)
Cone (in lingua aleutina Agalux) è una piccola isola disabitata delle isole Andreanof, nell'arcipelago delle Aleutine, e appartiene all'Alaska (USA).
L'isola Cone misura solo 100 m di lunghezza e si trova nella Nazan Bay sulla costa orientale dell'isola Atka. Il nome descrittivo di "isola a cono" è stato pubblicato nel 1944 dalla U.S. Coast and Geodetic Survey; di fatto si tratta di 3 piccoli isolotti.